# Kanton Santa Cruz (Ecuador)
Der Kanton Santa Cruz befindet sich in der Provinz Galápagos im Westen von Ecuador. Er besitzt eine Fläche von etwa 1814 km². Im Jahr 2020 lag die Einwohnerzahl schätzungsweise bei 20.300. Verwaltungssitz des Kantons ist die Kleinstadt Puerto Ayora mit 11.974 Einwohnern (Stand 2010). Auf der Insel Baltra befindet sich der Flughafen der Galápagos-Inseln. Der Kanton Santa Cruz wurde am 18. Februar 1973 zeitgleich mit der Provinz Galápagos gegründet. 

## Lage
Der Kanton Santa Cruz erstreckt sich über den nordzentralen Teil der Galápagos-Inseln und umfasst folgende Inseln sowie die diese umgebenden Eilande: Baltra, Bartolomé, Marchena, Pinta, Pinzón, Rábida, San Salvador (auch Santiago), Santa Cruz und Seymour Norte.

## Verwaltungsgliederung
Der Kanton Santa Cruz ist in die Parroquia urbana („städtisches Kirchspiel“)
- Puerto Ayora

und in die Parroquias rurales („ländliches Kirchspiel“)
- Bellavista
- Santa Rosa

gegliedert.